# 남원 선원사 목조지장보살삼존상 및 소조시왕상 일괄
남원 선원사 목조지장보살삼존상 및 소조시왕상 일괄(南原 禪院寺 木造地藏菩薩三尊像 및 塑造十王像 一括)은 대한민국 전북특별자치도 남원시 도통동, 선원사에 있는 조선시대의 불상이다. 2015년 3월 4일 대한민국의 보물 제1852호로 지정되었다.

## 지정 사유
남원 선원사 목조지장보살삼존상 및 소조시왕상 일괄은 그 제작시기가 1610년과 1646년의 두 시기로 나뉜다. 먼저 지장보살상은 16세기말부터 활약기록이 보이는 圓悟(元悟)가 만력 39년(1610)에 수조각승을 맡아 청허를 비롯한 여덟 명의 보조 조각승과 함께 제작한 것이다. 같은 시기에 제작된 무독귀왕과 시왕상 2구의 발원문에는 원오 앞에 印寬이라는 조각승의 이름이 있어 시왕상과 권속의 상 제작을 지휘했던 것으로 추측된다. 한편 귀왕상에서는 순치 3년(1646)에 수조각승 道賾이 여섯 명의 보조조각승과 함께 태산대왕을 비롯한 귀왕, 사자, 동자상을 제작한 조성원문이 발견된 바 있다. 이를 근거로 선원사 명부전 존상들의 제작시기는 1610년부터 1646년까지에 이른다고 할 수 있겠다.
선원사 명부전 존상들은 동자상 몇구를 제외하면 중요한 명부조각의 구성체계를 갖추었고 17세기초 불교조각계를 이끈 원오와 새로 밝혀진 조각승 인관이 작품을 주도하여 이룬 이 시기의 대표적인 작품이다.
또한 이 때 못다 이룬 귀왕 등 권속과 결손된 시왕 일부는 1646년에 도색 등에 의해 보강되고 있다는 점도 흥미롭다. 이들 존상은 17세기 초반과 중반에 시기적 특징을 잘 반영하고 있어 조각사적으로도 중요하다.

## 같이 보기
- 선원사

## 참고 자료
- 남원 선원사 목조지장보살삼존상 및 소조시왕상 일괄 - 국가유산청 국가유산포털